# 约翰·加德纳
约翰·加德纳（英語：John Gardiner，1943年3月3日—2014年5月17日），澳大利亚男子篮球运动员。他随国家队参加了1964年夏季奥林匹克运动会男子篮球比赛，最终队伍获得第九名。